# Кёльнская торговая ярмарка

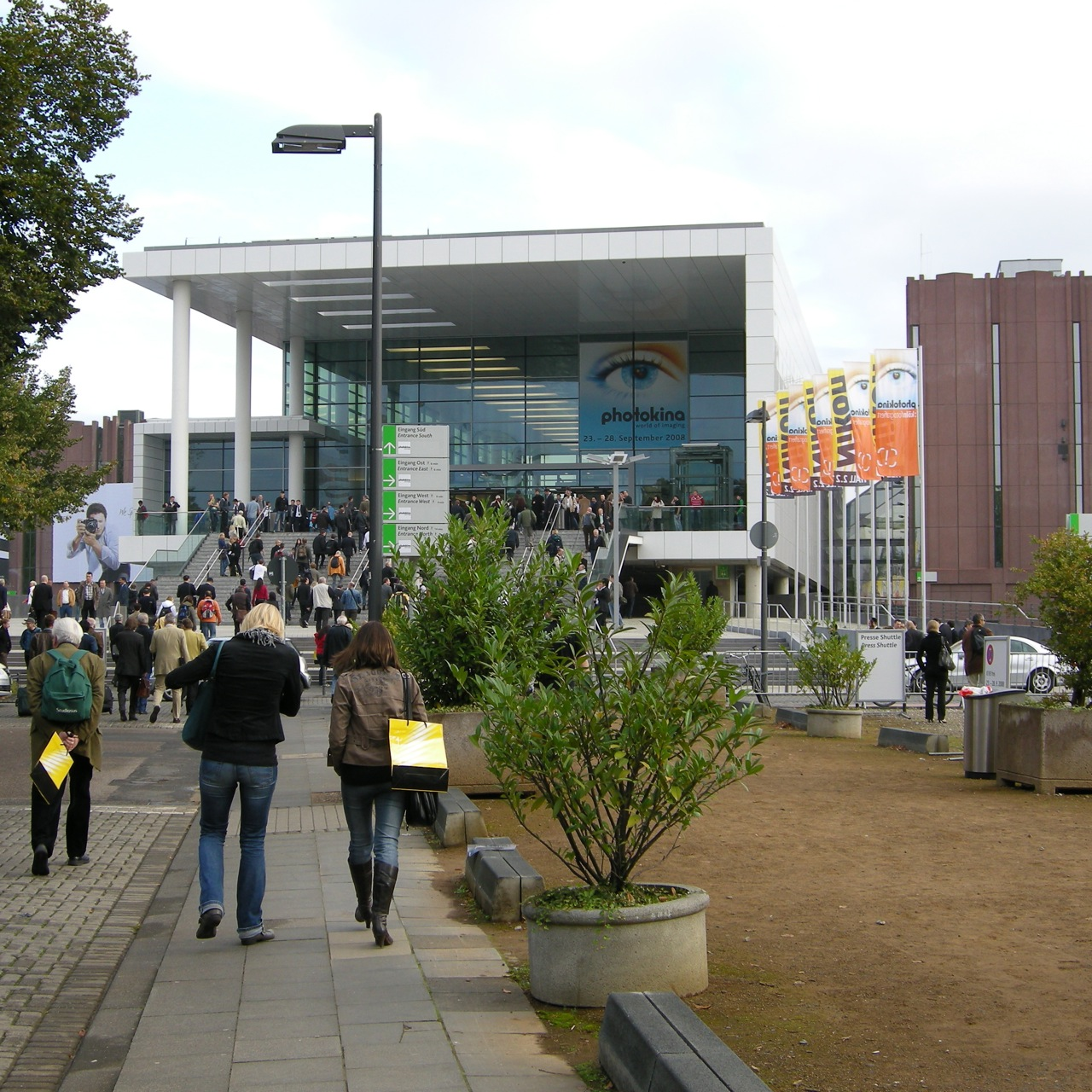
Южный вход Кёльнской торговой ярмарки во время проведения Photokina 2008.

Кёльнская торговая ярмарка (англ. Koelnmesse, англ. Cologne Trade Fair) — интернациональный выставочный центр, расположенный в немецком городе Кёльне. Занимает место в тройке лучших выставочных центров Германии, при этом находясь в десятке лучших выставочных центров мира. Ежегодно, на своей территории площадью почти 400 000 м², проводит около 80 ярмарок и выставок, а также 2000 конференций..

## Выставки
В Кёльнской торговой ярмарке проводятся или проводились следующие мероприятия и выставки:
- Internationale moebelmesse (imm) — ведущая выставка по мебельной отрасли

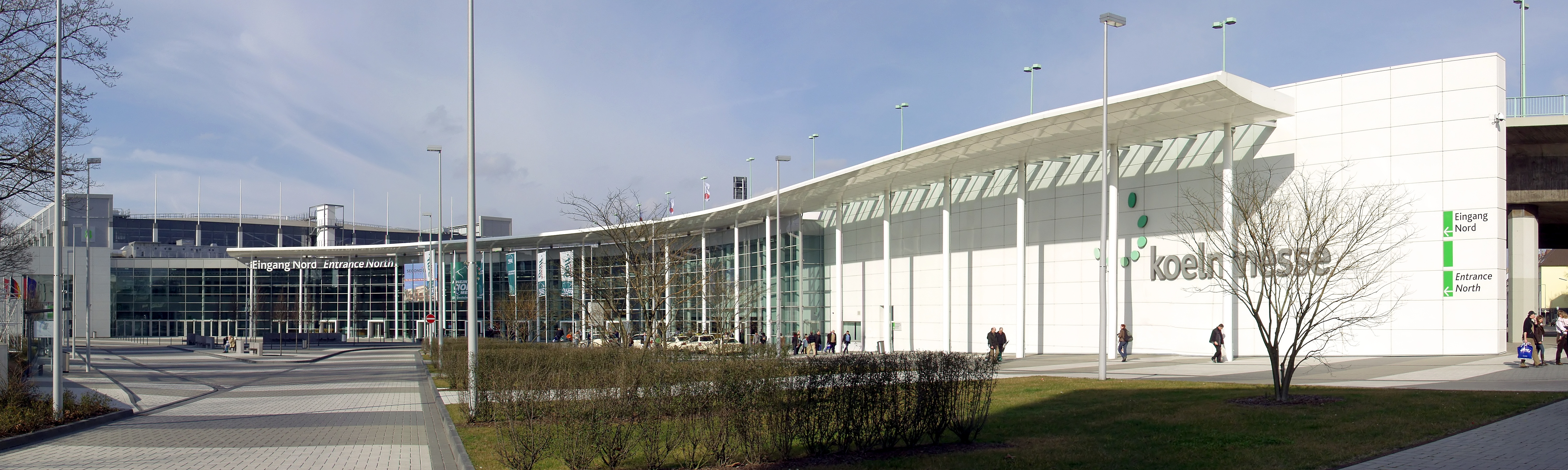
Северный вход в Кёльнскую торговую ярмарку, 8-й холл.

- Anuga Food Tech 2009
- Art Cologne
- photokina
- GamesCom 2009-2014

## Внешние ссылки
- Официальный сайт
- imm cologne (англ.)
- Кёльнский аэропорт